# Die Zauberer vom Waverly Place
Die Zauberer vom Waverly Place (englischer Originaltitel: Wizards of Waverly Place) ist eine US-amerikanische Disney-Channel-Sitcom über eine Zaubererfamilie, die von 2007 bis 2012 ausgestrahlt wurde. Die Hauptrolle der Alex Russo spielte Selena Gomez, die mit dieser Rolle ihren Durchbruch schaffte. Die Serie gewann mehrere Auszeichnungen, darunter zwei Emmys.

## Handlung
In der Serie geht es um die fünfköpfige Familie Russo. Aber die Russos haben ein Geheimnis: Sie sind Zauberer. Der Familienvater Jerry ist ein ehemaliger Zauberer, denn er musste seine Zauberkräfte aufgeben, um eine Sterbliche heiraten zu können. Seine Ehefrau Theresa ist die Mutter der drei Kinder Justin, Alex und Max. Nach den üblichen Zaubererregeln darf nur eines der Kinder der Familie seine Zauberkräfte behalten. Wer jedoch seine Fähigkeit zu zaubern behalten darf, wird in einem finalen Wettstreit zwischen den Geschwistern entschieden. Neben der regulären Schule müssen Justin, Alex und Max auch Zauberunterricht bei ihrem Vater nehmen. Dieser Unterricht ist für junge Zauberer Pflicht und soll sie auf den Wettkampf vorbereiten. Gemeinsam führt die Familie einen Sandwichladen im U-Bahn-Design namens Waverly Sub Station.

## Hauptfiguren

### Alexandra „Alex“ Margarita Russo
Alex ist das zweite Kind von Theresa und Jerry Russo und wurde in einem Taxi geboren. Sie ist eine echte Unruhestifterin und liebt es ihren älteren Bruder Justin zu ärgern. Sie ist sehr selbstbewusst. Während der ersten Staffel ist ihr Schwarm Riley, in der ersten Folge der zweiten Staffel verliebt sie sich in Dean. Die Beziehung zwischen den beiden zieht sich über die ganze zweite Staffel. In der Folge Zauberer und Vampire: Das Traumdate trennt sich Alex von Dean, da sie sich auseinandergelebt haben. Seit Staffel drei ist Alex mit Mason Greyback zusammen, einem neuen, britischen Schüler, trennt sich aber in Staffel vier wieder von ihm, da er denkt, sie hat Gefühle für den Tierzähmer Chase Riprock. Sie kommt aber am Ende der vierten Staffel wieder mit Mason zusammen.
Seit dem Kindergarten hat Alex eine Feindin namens Gigi, die nur Spaß daran hat andere Schüler zu demütigen. Alex ist eine gute Lügnerin und geht Probleme eigentlich immer sehr ruhig und gelassen an.
Sie interessiert sich eher wenig für den theoretischen Zauberunterricht. Alex bevorzugt die Praxis und zaubert sehr oft unerlaubt. Ihre willkürliche Zauberei führt fast immer zu Problemen. Gemeinsam mit ihrem Bruder Justin oder ihrer Freundin Harper muss sie dann eine Lösung finden. In der Folge Onkel Kelbo hat Alex kurzzeitig Zauberunterricht bei ihrem Onkel, der mehr die praktische Zauberei als die Theorie bevorzugt. Erst macht es ihr viel Spaß, da sich ihr Onkel hauptsächlich auf Scherze und Streiche konzentriert, doch Alex wird schnell wieder bewusst, dass ihr wahrer Zauberlehrer ihr Vater ist. Ab der dritten Staffel nimmt Alex die Zauberei etwas ernster, denn sie will unbedingt zu ihrem Bruder Justin aufholen, um eine Chance im finalen Zaubererwettstreit zu haben. In der vierten Staffel gibt Alex bekannt, dass sie eine Hexe ist. Sie und Justin müssen deswegen vor das Zaubergericht und werden auf Stufe 1 runtergestuft.
Wie ihre Brüder ist sie halb italienischer und halb mexikanischer Herkunft. Sie merkt sich nur, dass sie Halb-Mexikanerin ist, ihr Vater muss sie immer an ihre italienische Herkunft erinnern.
In der letzten Folge „Die Entscheidung“ gewinnt sie den Zaubererwettstreit und wird somit die neue Familienzauberin.

### Justin Vincenzo Pepe Russo
Justin ist das älteste Kind der Russos. Er ist das komplette Gegenteil von Alex, so ist er der schlauste der Geschwister und ständig am Lernen. In der normalen Schule zählt er nicht zu den besonders Coolen und Beliebten, aber auf dem Zaubercollege (einer Sommerschule für junge Zauberer) ist er sehr beliebt und zählt als sehr cool. Justin liebt den theoretischen Unterricht in Zauberei. Er ist ein echter Musterschüler, doch manchmal geht der Unterricht selbst ihm auf die Nerven.
Obwohl er sehr reif und erwachsen ist, schläft er noch mit Nachtlicht und ist sehr von kindlichen Aktivitäten begeistert. Er hat Actionfiguren, die seine Schwester gern Puppen nennt, um ihn zu ärgern. Es sind Figuren aus Comics, mit denen er Szenen nachstellt. Justin wird eigentlich so gut wie immer von Alex geärgert, gelegentlich auch von Max. Obwohl ihn das ziemlich nervt, hilft er seiner kleinen Schwester immer aus der Patsche und ist immer für sie da, wenn sie ihn braucht.
In der ersten Staffel hat Justin eine Freundin namens Miranda. Anfang der zweiten Staffel hat er ein Blind-Date mit einem Werwolf. Seit Ende der zweiten Staffel ist Juliet, ein Vampir, seine feste Freundin. In der dritten Staffel macht er ein Monsterjäger-Praktikum, da er seine Zauberlehre beendet hat. Allerdings hat er das Praktikum schon nach wenigen Episoden beendet. Obwohl er den Zaubererwettstreit verloren hat, darf er dennoch seine Zauberkraft behalten und nimmt den Platz von Professor Krümel ein und wird der neue Schuldirektor am Zauberercollege.

### Maximilian „Max“ Russo
Max ist das jüngste Kind und oft etwas schwer von Begriff. Er ist meistens für einen Streich zu haben, entweder zusammen mit Alex, um Justin zu ärgern, oder mit Justin, um einfach Spaß zu haben. Außerdem ist er sehr unordentlich, sein Zimmer ist nie wirklich aufgeräumt. Max ist zumeist egal, was um ihn herum geschieht.
Er ist ein relativ durchschnittlicher Schüler. Sein Vater hat einmal einen Zauberei-Nachhilfelehrer für ihn eingestellt, damit er ein bisschen zu seinen Geschwistern aufholen kann. Von Folge 5 bis Folge 11 der 4. Staffel haben Alex und Justin Max aus Versehen in ein Mädchen verwandelt, von außen ist es aber nur „Maxine“, Max Cousine, die anlässlich eines Schüleraustausches eine Zeit lang bei den Russos lebt. Bis zur Folge Der Liebestrank konnte Max nur sehr schwer zaubern, da er noch nicht seine vollen Zauberkräfte hatte. Anfang der vierten Staffel wird Max das neue Oberhaupt in der Zaubererfamilie, da Alex und Justin es nicht geschafft haben, ihre Zauberkräfte geheim zu halten. Nach dem Zauberwettstreit darf er später die Waverly Sub Station seines Vaters übernehmen.

### Harper Finkle
Harper ist Alex’ beste Freundin. Sie wusste bis zur Folge Harper weiß Bescheid nichts davon, dass die Russokinder Zauberer sind. Sie nimmt die Sache eher unkompliziert und lässig an, ist aber immer für die Russos da, wenn sie Magie-Probleme haben. Harper ist ziemlich ungeschickt und etwas naiv und somit relativ gegensätzlich zu Alex. Außerdem stellt sie ihre eigene, etwas merkwürdige Kleidung her, wobei sie manchmal Lebensmittel einbaut. Gelegentlich shoppt sie auch in der Kinderabteilung.
Sie liebt zudem auch Alex’ Bruder Justin, der ihre Gefühle aber nicht erwidert. Sie versucht immer, Justin zu einem Date zu überreden und verhält sich sehr seltsam, wenn er in der Nähe ist. Um ihre Gefühle nicht zu verletzen, lügt Alex bei diesem Thema immer oder umgeht es. Ab der Folge Justins neue Freundin scheint Harper ihre Gefühle für Justin halbwegs in den Griff zu bekommen und verhält sich nicht mehr ganz so seltsam, wenn es um ihn geht. In der 3. Staffel lernt sie Zeke kennen und ist ab der 4. Staffel mit ihm zusammen.

### Theresa Russo
Theresa ist Mexikanerin und betreibt zusammen mit ihrem Ehemann Jerry einen Sandwichladen am Waverly Place. Sie ist keine Zauberin, weiß aber über Magie Bescheid und hilft ihren Kindern hauptsächlich in nicht-magischen Angelegenheiten. Sie hasst es, wenn ihre Kinder willkürlich zaubern. Sie ist nicht wirklich begeistert von Magie, Magie ist auch meistens der hauptsächliche Grund, wenn sie und Jerry Meinungsverschiedenheiten haben.
Außerdem hat sie Angst sich auf einem Schiff aufzuhalten, da sie meint, dass Menschen nicht dafür bestimmt seien.

### Jerry Russo
Jerry ist Italiener und war selbst einmal ein Magier. Er musste jedoch seine Kräfte an seinen Bruder Kelbo abgeben, da es laut Gesetzen der Zauberer untersagt ist, dass Magier Sterbliche, in diesem Fall Theresa, heiraten. Dies hielt er lange geheim, erst in der Folge Onkel Kelbo offenbart er dies seinen Kindern. Er ist das komplette Gegenteil seines Bruders Kelbo, nämlich sehr verantwortungsbewusst, fleißig und hat umfangreiches Wissen um Magie. Er ist aber auch witzig und erlaubt sich wohl oder übel auch mal ein bisschen Spaß. Weiterhin mag er es zu essen. Jerry und Kelbo haben eine Schwester namens Megan. Als Jerry den Zaubererwettstreit gewann, gab er seine Kräfte Kelbo, weil er diese mehr braucht als Megan, um in der Welt zurechtzukommen. Sie ist seitdem schlecht auf ihre Brüder zu sprechen. Selbst, als es darum geht, ob Jerrys Kinder ihre Kräfte behalten können, will Megan nicht helfen. Erst in der Folge Der Zauberei-Wiederholungstest wird Justin, Alex und Max erzählt, dass sie eine Tante haben.

## Besetzung und Synchronisation
Die deutschsprachige Synchronisation entstand nach den Dialogbüchern von Ursula von Langen, Christine Roche, Gabrielle Pietermann und Roman Wolko sowie unter der Dialogregie von Ursula von Langen durch die Synchronfirma FFS Film- & Fernseh-Synchron in München.

### Hauptdarsteller
| Rolle                | Darsteller           | Hauptrolle (Staffel) | Synchronsprecher     | Episoden     |
| -------------------- | -------------------- | -------------------- | -------------------- | ------------ |
| Alex Russo           | Selena Gomez         | 1.01–4.29            | Gabrielle Pietermann | 110 Episoden |
| Justin Russo         | David Henrie         | 1.01–4.29            | Patrick Roche        | 110 Episoden |
| Max Russo            | Jake T. Austin       | 1.01–4.29            | Maximilian Belle     | 98 Episoden  |
| Harper Finkle        | Jennifer Stone       | 1.01–4.29            | Farina Brock         | 98 Episoden  |
| Theresa Larkin-Russo | Maria Canals-Barrera | 1.01–4.29            | Kathrin Simon        | 88 Episoden  |
| Jerry Russo          | David DeLuise        | 1.01–4.29            | Oliver Mink          | 95 Episoden  |

### Nebendarsteller
| Darsteller      | Rolle                          | Nebenrolle (Staffel)                    | Synchronsprecher                                          |
| --------------- | ------------------------------ | --------------------------------------- | --------------------------------------------------------- |
| Amanda Tepe     | Verschiedene Personen          | 1.01–2.28                               | Claudia Schmidt                                           |
| Skyler Samuels  | Gigi                           | 1.01, 1.07, 2.03                        | Jacqueline Belle                                          |
| Dan Benson      | Ezekiel „Zeke“ Beakerman       | 1.09–4.29                               | Max Felder                                                |
| Bill Chott      | Mr. Herschel Laritate          | 1.11–4.24                               | Michael Gahr (Staffel 1–3) Christoph Jablonka (Staffel 4) |
| Josh Sussman    | Hugh Normous                   | 1.13–1.14, 2.06–2.18, 4.23–4.25         | John-Alexander Döring                                     |
| Ian Abercrombie | Professor Krümel               | 1.14–4.29                               | Norbert Gastell                                           |
| Jeff Garlin     | Onkel Kelbo                    | 1.16, 2.30, 3.12                        | Crock Krumbiegel                                          |
| Daniel Samonas  | Dean Moriarty                  | 2.01–2.07, 2.28, 4.04                   | Paul Sedlmeir                                             |
| Bridgit Mendler | Juliet Van Heusen              | 2.26–3.10, 3.27, 4.25–4.29              | Jacqueline Belle                                          |
| Moisés Arias    | Max’ Gewissen                  | 3.03–3.05                               | Tobias John von Freyend                                   |
| Andy Kindler    | Chancellor Rootie Tootietootie | 3.04, 3.05, 3.29, 4.02, 4.16, 4.28–4.29 | Hans-Georg Panczak                                        |
| Gregg Sulkin    | Mason Greyback                 | 3.08–3.10, 3.28–4.29                    | Roman Wolko                                               |
| Hayley Kiyoko   | Stevie Nichols                 | 3.12–3.16                               | Malika Bayerwaltes                                        |
| Frank Pacheco   | Felix                          | 4.02–4.25                               | Torben Liebrecht                                          |
| Bailee Madison  | Maxine                         | 4.05–4.11                               |                                                           |
| Leven Rambin    | Rosie                          | 4.07–4.10                               | Anke Kortemeier                                           |
| John Rubinstein | Gorog                          | 4.09–4.10, 4.22–4.25                    |                                                           |
| McKaley Miller  | Talia                          | 4.11–4.19                               | Lea Kalbhenn                                              |
| Fred Stoller    | Dexter                         | 4.22–4.25                               |                                                           |

### Gaststars

#### Aus anderen Serien
Die Serie spielt im selben Serienuniversum wie Raven blickt durch, Hotel Zack & Cody, Zack & Cody an Bord, Hannah Montana, Jessie, Einfach Cory, Tripp’s Rockband und Zuhause bei Raven, sodass es ab und an Gastauftritte und andere Berührungspunkte zwischen den Serien gibt, beispielsweise den Aufenthalt der Russos auf der S.S. Tipton.
| Darsteller      | Rolle                              | Synchronsprecher        | Serie               | Episode |
| --------------- | ---------------------------------- | ----------------------- | ------------------- | ------- |
| Dylan Sprouse   | Zack Martin                        | Robert Schmalz          | Zack & Cody an Bord | 2.25    |
| Cole Sprouse    | Cody Martin                        | Robert Schmalz          | Zack & Cody an Bord | 2.25    |
| Brenda Song     | London Tipton                      | Magdalena Turba         | Zack & Cody an Bord | 2.25    |
| Debby Ryan      | Bailey Pickett                     | Rubina Kuraoka          | Zack & Cody an Bord | 2.25    |
| Phill Lewis     | Marion Moseby                      | Norman Matt             | Zack & Cody an Bord | 2.25    |
| Miley Cyrus     | Miley Ray Stewart (Hannah Montana) | Shandra Schadt          | Hannah Montana      | 3.20    |
| Emily Osment    | Lilly Truscott (Lola Luftnagle)    | Marieke Oeffinger       | Hannah Montana      | 3.20    |
| Mitchel Musso   | Oliver Oskar Oken                  | Johannes Wolko          | Hannah Montana      | 3.20    |
| Billy Ray Cyrus | Robby Ray Stewart                  | Thomas Amper            | Hannah Montana      | 3.20    |
| Jason Earles    | Jackson Rod Stewart                | Manuel Straube          | Hannah Montana      | 3.20    |
| Moisés Arias    | Rico Suave                         | Tobias John von Freyend | Hannah Montana      | 3.20    |

#### Andere Gaststars
| Darsteller               | Rolle             | Episode         | Synchronsprecher        |
| ------------------------ | ----------------- | --------------- | ----------------------- |
| Lucy Hale                | Miranda           | 1.02, 1.10      |                         |
| Daryl Sabara             | T.J. Taylor       | 1.05, 2.15      |                         |
| Tiffany Thornton         | Susan             | 1.09            |                         |
| Malese Jow               | Ruby Donahue      | 1.09            |                         |
| Curtis Armstrong         | Cyrano de Pickel  | 1.10            |                         |
| Octavia Spencer          | Dr. Evilini       | 1.13–1.14       | Susanne von Medvey      |
| Chelsea Staub            | Kari Landsdorf    | 1.15            | Marieke Oeffinger       |
| Eric Allan Kramer        | Coach Gunderson   | 1.16            |                         |
| Sara Paxton              | Millie            | 1.18            |                         |
| Dallas Lovato            | Girl              | 1.19            |                         |
| Sarah Ramos              | Isabella          | 2.02            |                         |
| Noah Munck               | Timmy O'Hallahan  | 2.06            |                         |
| Fred Willard             | Mr. Stuffleby     | 2.11, 3.03      | Walter von Hauff        |
| Cindy Crawford           | Bibi Rockford     | 2.13            | Solveig Duda            |
| Willie Garson            | Mr. Frenchy       | 2.13            |                         |
| Dwayne Johnson           | Dwayne Johnson    | 2.15            | Tilo Schmitz            |
| Misty May-Treanor        | Misty May-Treanor | 2.15            |                         |
| Rachel Dratch            | Future Harper     | 2.16            |                         |
| Rob Reiner               | Rob Reiner        | 2.16            |                         |
| Christa B. Allen         | Daphne            | 2.20            |                         |
| Wendi McLendon-Covey     | Dr Ice            | 3.04            |                         |
| Shakira                  | Shakira           | 3.13            | Maren Rainer            |
| Austin Butler            | George            | 3.11            |                         |
| Bella Thorne             | Nancy             | 3.20            |                         |
| Kate Flannery            | Elaine Finkle     | 3.24            |                         |
| Wilmer Valderrama        | Onkel Ernesto     | 3.26            |                         |
| Shane Harper             | Fidel             | 4.05            |                         |
| China Anne McClain       | Tina              | 4.09–4.10       | Felicitas Bauer         |
| Jackie Evancho           | Jackie Evancho    | 4.11            |                         |
| Nick Roux                | Chase Riprock     | 4.15–4.16       | Louis Friedemann Thiele |
| Christopher Douglas Reed | Ogre Malone       | 4.22, 4.24–4.25 |                         |
| David Copperfield        | David Copperfield | 4.27            |                         |

## Ausstrahlung
Die Premiere am 12. Oktober 2007 wurde von 5,9 Millionen Menschen in den USA gesehen. Die zweite Staffel wurde ab dem 21. Februar 2009 im Disney Channel ausgestrahlt. Die Folge Im Auge des Betrachters der zweiten Staffel, die nach Prinzessinnen Schutzprogramm lief, wurde von 6 Millionen Amerikanern gesehen. Die Doppelfolge Der Werwolf der dritten Staffel, die am 22. Januar 2010 in den USA lief, wurde von 6,2 Millionen Zuschauern gesehen und gehört damit zu einem der erfolgreichsten Folgen der Serie. Disney ließ eine vierte und letzte Staffel produzieren, die ab dem 12. November 2010 auf dem amerikanischen Disney Channel ausgestrahlt wurde und am 4. Februar 2011 auf dem deutschen Disney Channel startete. Die Ausstrahlung des einstündigen Serienfinales erfolgte am 6. Januar 2012 in den USA und in Deutschland am 28. Januar 2012. Dies war zugleich die erfolgreichste Folge, die von 9,8 Millionen Zuschauern gesehen wurde.
| Staffel   | Episoden | Ausstrahlung (USA) Disney Channel      | Ausstrahlung (Deutschland) Disney Channel | Ausstrahlung (Deutschland) SuperRTL     |
| --------- | -------- | -------------------------------------- | ----------------------------------------- | --------------------------------------- |
| Staffel 1 | 21       | 12. Oktober 2007 bis 31. August 2008   | 8. März 2008 bis 6. September 2008        | 8. September 2008 bis 30. November 2008 |
| Staffel 2 | 30       | 12. September 2008 bis 21. August 2009 | 21. Februar 2009 bis 31. Oktober 2009     | 12. September 2009 bis 5. März 2010     |
| Staffel 3 | 30       | 9. Oktober 2009 bis 15. Oktober 2010   | 12. März 2010 bis 31. Dezember 2010       | 8. November 2010 bis 30. Januar 2011    |
| Staffel 4 | 29       | 12. November 2010 bis 6. Januar 2012   | 4. Februar 2011 bis 28. Januar 2012       | 29. Oktober 2011 bis 15. April 2012     |

## Titellied
Das Titellied, Everything Is Not What It Seems, wurde von John Adair und Steve Hampton geschrieben, die auch die Titellieder zu Hotel Zack & Cody und Phil aus der Zukunft geschrieben haben. Das Lied wird von Hauptdarstellerin Selena Gomez gesungen.
In der deutschen dritten Staffel wurde der gesamte Vorspann beschleunigt. In diesem Zuge wurde auch das Logo für die dritte Staffel neu animiert.
Während die Vorspänne für die erste bis dritte Staffel gleich waren, gibt es für die vierte Staffel nicht nur einen neuen Vorspann, sondern auch eine neue Version des Titellieds Everything Is Not What It Seems.
In einigen anderen Ländern wurde das Titellied in die jeweilige Sprache übersetzt, im Deutschen wurde jedoch das englische Original übernommen.

## Filme
Es gibt einen Disney Channel Original Movie zur Serie, der im Original „Wizards of Waverly Place – The Movie“ heißt. In Puerto Rico, New York City und Los Angeles wurde vom 15. Februar an etwa sechs Wochen hierfür gedreht. Am 17. Juni wurde in Amerika der erste Trailer veröffentlicht. Der Film wurde am 28. August 2009 im amerikanischen Disney Channel erstausgestrahlt. In Deutschland feierte er am 30. Oktober 2009 Premiere, im Free-TV auf ProSieben am 29. November 2009. Auf Super RTL wurde der Film am 5. März 2010 ausgestrahlt. Im August 2010 wurde ein zweiter Film angekündigt. Jedoch gab Selena Gomez am 25. April 2011 bekannt, dass es keinen zweiten Film geben wird. Im September 2012 wurde allerdings ein Reunion in Form eines Fernsehfilms, der die Serienhandlung fortführt, angekündigt und ab Oktober gedreht. Im Film spielen wieder alle Hauptdarsteller der Serie mit.

## Fortsetzung
Ab Oktober 2024 wird die Nachfolgeserie Wizards Beyond Waverly Place auf dem Disney Channel und Disney+ veröffentlicht. Darin übernimmt David Henrie erneut die Rolle des Justin Russo, der mittlerweile seine Zauberkräfte nach eine Vorfall abgegeben hat und mit seiner Familie ein sterbliches Leben führt. Selena Gomez, David DeLuise und Maria Canals-Barrera werden in ihren jeweiligen Rollen Gastauftritte in der ersten Staffel haben.

## Auszeichnungen
| Tabellarische Übersicht der Auszeichnungen und Nominierungen | Tabellarische Übersicht der Auszeichnungen und Nominierungen | Tabellarische Übersicht der Auszeichnungen und Nominierungen | Tabellarische Übersicht der Auszeichnungen und Nominierungen | Tabellarische Übersicht der Auszeichnungen und Nominierungen |
| Jahr                                                         | Auszeichnung                                                 | Für                                                          | Kategorie                                                    | Resultat                                                     |
| ------------------------------------------------------------ | ------------------------------------------------------------ | ------------------------------------------------------------ | ------------------------------------------------------------ | ------------------------------------------------------------ |
| 2009                                                         | Emmys                                                        | „Die Zauberer vom Waverly Place“                             | Outstanding Children’s Program                               | Gewonnen                                                     |
| 2010                                                         | Emmys                                                        | „Die Zauberer vom Waverly Place“                             | Outstanding Children’s Program                               | Nominiert                                                    |
| 2011                                                         | Emmys                                                        | „Die Zauberer vom Waverly Place“                             | Outstanding Children’s Program                               | Nominiert                                                    |
| 2012                                                         | Emmys                                                        | „Die Zauberer vom Waverly Place“                             | Outstanding Children’s Program                               | Gewonnen                                                     |
| 2009                                                         | Alma Awards                                                  | „Selena Gomez“                                               | Special Achievement Comedy – Television – Actress            | Gewonnen                                                     |
| 2009                                                         | Nick Kids’ Choice Awards                                     | „Selena Gomez“                                               | Favorite TV Actress                                          | Gewonnen                                                     |
| 2011                                                         | Nick Kids’ Choice Awards                                     | „Selena Gomez“                                               | Favorite TV Actress                                          | Gewonnen                                                     |
| 2011                                                         | Nick Kids’ Choice Awards                                     | „Die Zauberer vom Waverly Place“                             | Favorite TV Show                                             | Nominiert                                                    |
| 2011                                                         | Nick Kids’ Choice Awards                                     | „David Henrie“                                               | Favorite Tv Sidekick                                         | Nominiert                                                    |